# Овджан (Марказі)
Овджан (перс. اوجان) — село в Ірані, у дегестані Каре-Чай, у Центральному бахші, шагрестані Саве остану Марказі. За даними перепису 2006 року, його населення становило 668 осіб, що проживали у складі 149 сімей.

## Клімат
Середня річна температура становить 17,75°C, середня максимальна – 36,44°C, а середня мінімальна – -3,56°C. Середня річна кількість опадів – 263 мм.
| Клімат поселення                              | Клімат поселення | Клімат поселення | Клімат поселення | Клімат поселення | Клімат поселення | Клімат поселення | Клімат поселення | Клімат поселення | Клімат поселення | Клімат поселення | Клімат поселення | Клімат поселення | Клімат поселення |
| Показник                                      | Січ.             | Лют.             | Бер.             | Квіт.            | Трав.            | Черв.            | Лип.             | Серп.            | Вер.             | Жовт.            | Лист.            | Груд.            |                  |
| Середній максимум, °C                         | 13,58            | 16,00            | 19,78            | 26,09            | 31,07            | 35,84            | 36,44            | 35,04            | 31,11            | 25,46            | 19,26            | 13,22            |                  |
| Середня температура, °C                       | 5,02             | 7,44             | 11,21            | 17,50            | 22,50            | 27,27            | 30,04            | 28,63            | 24,70            | 19,06            | 12,85            | 6,81             |                  |
| Середній мінімум, °C                          | −3,56            | −1,14            | 2,64             | 8,94             | 13,93            | 18,70            | 23,62            | 22,22            | 18,28            | 12,63            | 6,43             | 0,39             |                  |
| Норма опадів, мм                              | 42               | 37               | 43               | 28               | 19               | 3                | 1                | 1                | 2                | 18               | 28               | 41               |                  |
| Середньомісячна швидкість вітру, м/с          | 1.72             | 2.27             | 2.89             | 3.23             | 3.35             | 3.07             | 3.30             | 3.02             | 2.50             | 2.49             | 2.05             | 1.78             |                  |
| Середньомісячна сонячна радіація, кДж/м²·день | 9210             | 12053            | 14607            | 18180            | 21987            | 25954            | 25059            | 23218            | 20065            | 14798            | 10934            | 8775             |                  |
| --------------------------------------------- | ---------------- | ---------------- | ---------------- | ---------------- | ---------------- | ---------------- | ---------------- | ---------------- | ---------------- | ---------------- | ---------------- | ---------------- | ---------------- |
| Джерело:                                      |                  |                  |                  |                  |                  |                  |                  |                  |                  |                  |                  |                  |                  |